# Пустињски љубавници
Пустињски љубавници (шп. Amantes del desierto) колумбијско-америчка је теленовела, продукцијске куће Телемундо, снимана 2001.
У Србији је емитована 2002. на телевизији Кошава.

## Синопсис
Пустињски љубавници је прича о човеку и жени који се желе супротставити свету у циљу одбране својих осећања. Андрес Бустаманте је осуђен на дванаест година затвора. Барбара, кћерка пуковника Сантане, помаже му у бегу и бежи с њим скривајући се по сушним пустињама. Међутим, пуковник Сантана креће у потрагу за њима што их принуђује на преживљавање мноштва опасних авантура до остварења коначне слободе.
Страствена и авантуристичка љубавна прича смештена на рубу 50-их и 60-их година прошлог века, предвођена Андресом, младим и скромним лекаром, и Барбаром, женом која је рођена у време конзервативних идеја које су регулисале друштво.

## Улоге
| Глумац:                | Улога:                           |
| ---------------------- | -------------------------------- |
| Марица Родригез        | Барбара Сантана                  |
| Франсиско Гаторно      | Андрес Бустаманте                |
| Катерине Сијачоке      | Микаела Фернандез                |
| Роберто Ескобар        | Мигел Сантана                    |
| Ана Солер              | Естер де Сантана                 |
| Едгардо Роман          | Иделфонсо Кубилос                |
| Хуан Пабло Шак         | Бруно Салеге                     |
| Роландо Тарајано       | Сантос Либардо Сатанас           |
| Хелиос Фернандез       | Свештеник Моран                  |
| Карлос Барбоса         | Франсиско де Паула Панчо Фонсека |
| Марија Кристина Галвез | Берта де Фонсека                 |
| Рикардо Гонзалез       | Томас Томасито Фонсека           |
| Агмет Ескаф            | Хавијер Негрете                  |
| Виктор Сифуентес       | Абелардо Мехија                  |
| Ивете Замора           | Гриселда                         |
| Маргалида Кастро       | Магдалена Либардо                |
| Луси Мартинез          | Немесија                         |
| Патрисија Тамајо       | Исабел                           |
| Карлос Хуртадо         | Тоњо                             |
| Раул Гутјерез          | Серхио Гонгора                   |
| Марија Луиса Реј       | Марија Грација                   |
| Лилијана Гонзалез      | Хосефина                         |
| Алберто Леон Харамиљо  | Калил                            |
| Сантијаго Бехарано     | Агустин Сантана                  |
| Вилма Вера             | Гертрудис                        |
| Паола Дијаз            | Сабрина Монтенегро               |
| Андреа Лопез           | Камила Сантана                   |
| Хулијо дел Мар         | Аурелијо Леон                    |
| Роберто Матеос         | Алехандро Гарсија                |
| Клаудија Гарсија       | Андреа Бустаманте Сантана        |
| Сандра Перез           | Тринидад                         |
| Хуан Давид             | Карлос                           |
| Хосе Фернандо Перез    | Адријан Фонсека                  |
| Фернандо Коредор       | Гиљермо Муњоз                    |
| Алфонсо Рохас          | Пулгарсито                       |
| Карлос Зерато          | Ратон                            |
| Сигифредо Вега         | Дон Карлос                       |
| Луз Мари Аријас        | Сара                             |